# Tassafaronga Point

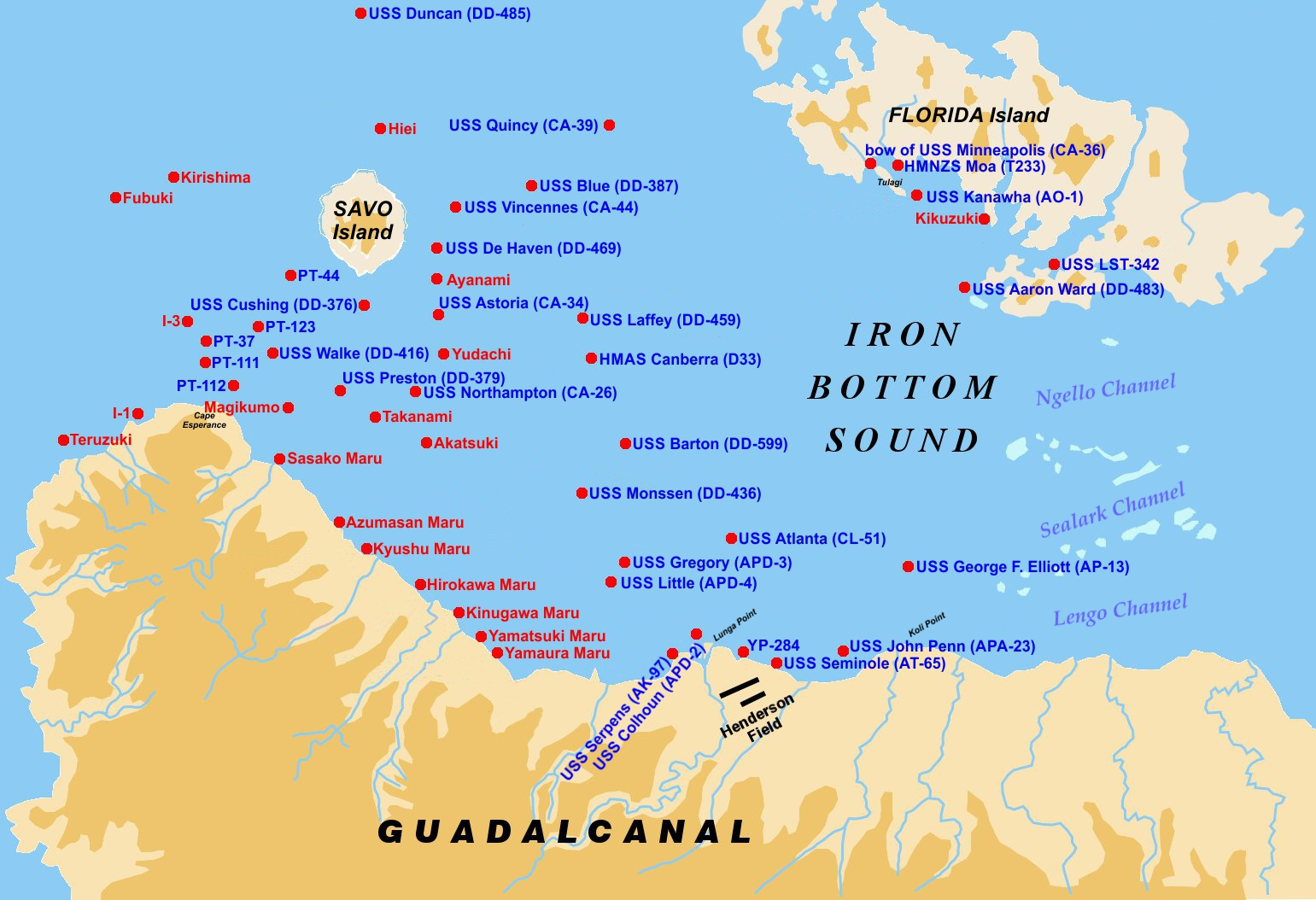
Karta över Ironbottom Sound med vrak från andra världskriget markerade.

Tassafaronga Point är en udde på norra stranden av Guadalcanal, Salomonöarna. Slaget vid Tassafaronga, en av flera marina slag som utkämpades i vattnen norr om ön vid slaget om Guadalcanal under andra världskriget, tog sitt namn från denna punkt.